# Юрбен Льоверие
Юрбен Льоверие (на френски: Urbain Le Verrier) е френски математик и астроном, който специализира в небесната механика. Известен е с предсказването на позицията на планетата Нептун.

## Биография
Роден е на 11 март 1811 година в Сен Ло, Франция. Учи в Екол политекник. За кратко изучава химия, като пише статии за комбинациите от фосфор с водород и фосфор с кислород, след което се насочва към астрономията, по-специално небесната механика. Льоверие е приет на работа в Парижката обсерватория, където прекарва по-голяма част от професионалния си живот.
През 1846 г. става член на Френската академия на науките, а през 1855 е избран за чуждестранен член на Шведската кралска академия на науките.
През 1854 става директор на обсерваторията, но методите му на управление са ненавиждани от персонала. Споровете за това стават толкова големи и той е изгонен през 1870. Наследен е от Чарлз-Йожен Делоне, но е възстановен през 1873, след като Делоне случайно се удавя. Льоверие заема поста до смъртта си на 23 септември 1877 година. Погребан е в гробището Монпарнас в Париж.

## Научна дейност

### Откриване на Нептун
Най-известното постижение на Льоверие е неговата прогноза за съществуването на тогавашната непозната планета Нептун, използвайки само математика и астрономически наблюдения на известната тогава планетата Уран. Окуражен от директора на Парижката обсерватория Франсоа Араго, Льоверие се ангажира в продължение на месеци в сложни изчисления. В същото време, независимо от Льоверие, подобни изчисления прави и Джон Кауч Адамс в Англия. Адамс изчислява орбитата на неизвестната осма планета през 1843 г. и изпраща изчисленията си без пояснения за използваните методи на астронома Джордж Ейри. През 1846 Льоверие също изчислява координатите на неизвестната планета и убеждава Йохан Готфрид Гал от Берлинската обсерватория да започне търсенето ѝ. Вечерта на 23 септември 1846 г. Нептун е открит почти веднага след започване на наблюденията. На следващата вечер придвижването на планетата спрямо звездите е документирано и откритието на новата планета е оповестено. Разликата между действителната и предвидената от Льоверие позиция на Нептун е 1°, а спрямо тази на Адамс - 12°. 
След откриването започва спор между британските и френските астрономи за правото на откривател на Нептун. В крайна сметка е намерен консенсус и е решено двамата астрономи да си поделят заслугата.
През 1998 г. са намерени документи от архивите на Кралската Гринуичка обсерватория, незаконно присвоени почти три десетилетия от астронома Улин Айген и върнати едва след смъртта му. Документите показват, че Адамс не заслужава равни права с Льоверие за откриването на Нептун, защото изчисленията на Адамс били неточни и седмици наред астрономите в Кеймбридж търсели планетите на грешни позиции. Специално Адамс никога не е смятал резултатите за надеждни.
Известно време след откриването си, Нептун е отбелязан просто като „външна планета на Уран“ или „планета на Льоверие“. Първият, който представя идея за официално име, е Гал, който предлага името Янус. Англия предлага друго име – „Океан“. Уверен, че има право да даде име на откритата от него планета Льоверие предлага да се нарече Нептун, твърдейки, че уж това име вече е одобрено от френското Bureau des Longitudes – научна астрономическа организация. През октомври той се опитва да даде своето име за име на планетата – „Льоверие“ и е подкрепен от директора на обсерваторията, Франсоа Араго, но идеята среща значителна съпротива извън Франция. Френските алманаси много бързо връщат името Хершел за Уран, в чест на откривателя му Уилям Хершел и Льоверие за новата планета. Василий Струве, директор на руската Пулковска обсерватория докладва на Конгреса на Имперската академия на науките в Санкт Петербург предложението си за име на планетата – Нептун. Решението намира подкрепа извън Русия и скоро се превръща в международно прието.

### Търсене на планетата Вулкан
През 1859 г. Льоверие започва да работи върху един от най-сложните за разрешаване проблеми в астрономията, а именно изменението в орбитата на Меркурий. Години наред изследователите забелязват, че планетата има специфична орбита, по която обикаля около Слънцето. По-конкретно – периапсидата ѝ, точката, в която планетата се намира най-близо до Слънцето, се изменя леко при всяка пълна обиколка. Според закона за гравитацията на Исак Нютон противоречията би трябвало да се дължат на присъствието на други небесни тела.
Льоверие прави редица изследвания спрямо другите планети, но Меркурий никога не се намира там, където трябва да бъде. След като проверява многократно трудовете си, ученият обявява своята хипотеза – непознато и невиждано небесно тяло влияе гравитационно на орбитата на най-малката планета от Слънчевата система. След като е открил Нептун 13 години по-рано, хипотезата му се приема добре от обществото на учените. Те веднага се заемат със задачата да открият невижданата планета.
Откритието е направено няколко месеца преди Льоверие от френски лекар и любител астроном Лескарбо. Той разполага със собственоръчно изградена обсерватория, от която на 26 март 1859 г. забелязва малко черно петно, вероятно планета, да премина пред Слънцето. Той не казва на никого за откритието си, но след като прочита хипотезата на Льоверие, веднага му изпраща писмо с всички подробности, с които разполага. Щом получава писмото, откривателят на Нептун веднага заминава при автора му, за да научи подробности. В началото на 1860 г. Льоверие е по-сигурен от всякога в теорията си и обявява съществуването на планетата Вулкан. По традиция я кръщава на римския бог на разрушителния огън и на ковашкото изкуство – Вулкан.
Години наред не може да се установи точното положение на планетата и вече почти никой не вярва, че тя изобщо съществува. Отговор на въпроса около изменението на орбитата на Меркурий все още няма. През 1915 г. Алберт Айнщайн разрешава загадката, тормозила много астрономи повече от век. Той обяснява явлението чрез своята теория на относителността, според която свръх масивните обекти – в случая Слънцето, са способни да изкривят времето и пространството, променяйки пътя на светлината. Меркурий всъщност не е придърпван от друг обект, а преминава през изкривено време-пространство, което води до странното явление, наблюдавано от астрономите.

## Признание и отличия
- Член на Френската академия на науките (1846).
- Чуждестранен член на Шведската кралска академия на науките (1855).
- Златен медал на Кралското астрономическо общество (1868 и 1876).
- На Льоверие са наречени кратер на Луната и Марс, пръстен на Нептун и астероидът „1997 Льоверие“.
- Името му е в списъка на най-великите френски учени, гравиран на първия етаж на Айфеловата кула.

|  | Тази страница частично или изцяло представлява превод на страницата Urbain Le Verrier в Уикипедия на английски. Оригиналният текст, както и този превод, са защитени от Лиценза „Криейтив Комънс – Признание – Споделяне на споделеното“, а за съдържание, създадено преди юни 2009 година – от Лиценза за свободна документация на ГНУ. Прегледайте историята на редакциите на оригиналната страница, както и на преводната страница, за да видите списъка на съавторите. ВАЖНО: Този шаблон се отнася единствено до авторските права върху съдържанието на статията. Добавянето му не отменя изискването да се посочват конкретни източници на твърденията, които да бъдат благонадеждни. |